# Cuentas pendientes (libro)
Cuentas pendientes. Los cómplices económicos de la dictadura (Siglo XXI Editores, 2013, ISBN 978-987-629-344-0) es el vigésimo primer libro del periodista argentino Horacio Verbitsky, aunque firmado junto a Juan Pablo Bohoslavsky, con capítulos escritos por autores varios.

## Estructura
El nudo argumental de este compilado de ensayos es sobre la complicidad económica con la dictadura, a la vez que una propuesta para investigarla de manera sistemática en pos de juzgarla.
Ofrece una radiografía de los actores económicos: personas, instituciones y empresas que suministraron bienes y servicios a los militares o que obtuvieron beneficios a cambio de apoyar la ejecución del plan criminal, muchos protagonistas relevantes en la actualidad. También propone la creación de una Comisión Nacional de la Verdad, para investigar esa “complicidad económica” y avanzar en su juzgamiento.
El voluminoso ensayo se refiere a empresas como Ledesma, Ford, Acindar, Techint y Mercedes-Benz, entre otras, cuyos directivos están acusados o sospechados de entregar trabajadores que habrían de ser desaparecidos. La trama se completa con corporaciones patronales como la Sociedad Rural Argentina y Confederaciones Rurales Argentinas; el Colegio de Abogados de la Ciudad de Buenos Aires; los grandes prestamistas internacionales, como el Citibank y el Lloyd’s Bank, que colaboraron con el endeudamiento del país en ese período; los think tanks como FIEL o CEMA, que aportaron hombres e ideas a la dictadura; sectores de la cúpula sindical; operaciones de diarios como La Nueva Provincia, Clarín o La Nación; o la actitud del Episcopado argentino.

## Coautores
Además de Bohoslavsky, experto en deuda soberana de la Conferencia de las Naciones Unidas sobre Comercio y Desarrollo, escribieron capítulos los especialistas Eduardo Basualdo, Victoria Basualdo, Alfredo Calcagno, Agustín Cavana, Alejandra Dandan, Federico Delgado, Leonardo Filippini, Hannah Franzki, Andrea Gualde, Mariana Heredia, Damián Loreti, Tomás Ojea Quintana, Victorio Paulón, Mario Rapoport, Héctor Recalde, Naomi Roht-Arriaza, Martín Schorr, Jorge Taiana, Claudio Tognonato, Carolina Varsky y Alfredo Zaiat. Los trabajos de cada uno puede ser visto en el índice en línea.

## Repercusiones
El libro fue presentado en ciudades del interior del país como Córdoba, Tucumán, Rosario, o Santa Fe. En Salta, fue elegido por los escritores de la provincia como uno de los mejores libros del año.
En la Facultad de Ciencias Económicas de la UBA, fue presentado con Nora Cortiñas como invitada.
En el Congreso, el diputados Héctor Recalde impulsó un proyecto de ley para integrar una comisión interdisciplinaria para investigar los delitos económicos de la dictadura. Otra consecuencia de la tesis de este libro fue la iniciativa en pos de crear una subgerencia de Derechos Humanos en el Banco Central.